# Bagmoussa
Bagmoussa est un village du département et la commune rurale de Soudougui, situé dans la province du Koulpélogo et la région du Centre-Est au Burkina Faso.